# Roerstaartzeeslangen
Roerstaartzeeslangen (Hydrophis) zijn een geslacht van slangen die behoren tot de familie koraalslangachtigen (Elapidae) en de onderfamilie zeeslangen (Hydrophiinae).

## Naam en indeling
De wetenschappelijke naam van de groep werd voor het eerst voorgesteld door Latreille in 1801. Er zijn 50 soorten, inclusief de pas in 2012 beschreven soort Hydrophis donaldi. Veel soorten werden vroeger in andere geslachten geplaatst, zoals Anguis, Hydrus, Pelamis, Pelamydrus, Enhydrina, Disteira, Leioselasma, Aturia, Distira, Kolpophis en Chitulia. In veel literatuur worden hierdoor de verouderde namen gebruikt, de zeeslang Hydrophis annandalei bijvoorbeeld behoorde tot 2014 tot het niet meer erkende geslacht Kolpophis.
De wetenschappelijke geslachtsnaam Hydrophis betekent vrij vertaald 'waterslang'; hydro = water en ophis = slang.

## Uiterlijke kenmerken
De slangen bereiken een lichaamslengte tot ongeveer een meter, sommige soorten worden groter zoals Hydrophis kingii, die bijna twee meter lang wordt. De kop is goed te onderscheiden van het lichaam door de aanwezigheid van een duidelijke insnoering. De ogen zijn relatief klein en hebben een ronde pupil. Het aantal rijen schubben in de lengte op het midden van het lichaam verschilt per soort en kan overlappen. De soort Hydrophis curtus heeft bijvoorbeeld 23 tot 45 schubben op het midden van de rug, de soort Hydrophis elegans 37 tot 49 en Hydrophis ocellatus heeft 39 tot 59 schubbenrijen.
De soorten vertonen een grote variatie in lichaamsvorm en kleur. Veel soorten hebben een lichte kleur met zwarte dwarsbanden maar er zijn ook uniform gekleurde soorten. De staart is altijd sterk zijwaarts afgeplat. De buikschubben zijn nauwelijks groter dan die aan de rugzijde, ze zijn soms gepaard. De lichaamsvorm varieert van cilindrisch tot torpedo-vormig, waarbij het voorste deel van het lichaam dun is en het achterste deel gespierd en veel dikker. Degelijke soorten jagen vaak op aalachtige vissen en kunnen door het dunne voorlichaam makkelijk in rotsspleten jagen.

## Levenswijze
Van alle soorten komt een groot deel uitsluitend voor in de zee, een aantal soorten komt daarnaast ook voor in zoet water. Van de 44 soorten die door de IUCN zijn geëvalueerd komen elf soorten uitsluitend in zoetwater voor. De samengedrukte zeeslang(Hydrophis platurus) is de enige vertegenwoordiger- en tevens de enige slang- die op volle zee kan worden aangetroffen. Op het menu staan vooral vissen, sommige soorten zijn gespecialiseerd in het vangen van langwerpige vissen als aalachtigen, een voorbeeld is Hydrophis macdowelli.
Alle soorten zijn giftig en moeten worden beschouwd als gevaarlijk voor mensen.

## Verspreiding en habitat
De soorten komen voor in de tropische en subtropische kustwateren van de Grote Oceaan , Indische Oceaan, Zuid-Chinese Zee, Perzische Golf, Golf van Bengalen, Straat van Taiwan, Golf van Thailand en de Japanse Zee. Zie voor het exacte verspreidingsgebied de soortentabel onderaan.

## Beschermingsstatus
Door de internationale natuurbeschermingsorganisatie IUCN is aan 44 soorten een beschermingsstatus toegewezen. Van deze slangen worden er 23 beschouwd als 'veilig' (Least Concern of LC), 19 als 'onzeker' (Data Deficient of DD), een soort als 'kwetsbaar' (Vulnerable of VU) en een soort als 'gevoelig' (Near Threatened of NT).

## Soorten
Het geslacht omvat de volgende soorten, met de auteur en het verspreidingsgebied.
| Naam                                        | Auteur                          | Beschermingsstatus | Verspreidingsgebied |
| ------------------------------------------- | ------------------------------- | ------------------ | --- |
| Hydrophis annandalei                        | Laidlaw, 1901                   |                    | Indische Oceaan (Maleisië, Vietnam, Indonesië, Thailand, Singapore) |
| Hydrophis anomalus                          | Schmidt, 1852                   |                    | Zuid-Chinese Zee, Indische Oceaan, Golf van Thailand (Maleisië, Vietnam, Indonesië) |
| Hydrophis atriceps                          | Günther, 1864                   |                    | Thailand, Vietnam, Singapore, Filipijnen, Indonesië, Australië, Papoea-Nieuw-Guinea |
| Hydrophis belcheri                          | Gray, 1849                      |                    | Indische Oceaan, Golf van Thailand (Filipijnen, Nieuw-Guinea, Vietnam, Indonesië, Nieuw-Guinea, Australië) |
| Hydrophis bituberculatus                    | Peters, 1872                    |                    | Indische Oceaan (Sri Lanka, Thailand) |
| Hydrophis brookii                           | Günther, 1872                   |                    | Indische Oceaan, Golf van Thailand (Maleisië, Vietnam, Indonesië) |
| Hydrophis caerulescens                      | Shaw, 1802                      |                    | Indische Oceaan, Zuid-Chinese Zee (Pakistan, India, Myanmar, Thailand, Indonesië, Maleisië, Vietnam, Bangladesh, China, Australië, Nieuw-Caledonië, Loyaliteitseilanden) |
| Hydrophis cantoris                          | Günther, 1864                   |                    | Indische Oceaan, Golf van Oman (Pakistan, India, Myanmar, Thailand, Maleisië, Iran) |
| Hydrophis coggeri                           | Kharin, 1984                    |                    | Australië, Nieuw-Caledonië, Loyaliteitseilanden |
| Hydrophis curtus                            | Shaw, 1802                      |                    | Perzische Golf, Indische Oceaan, Zuid-Chinese Zee, Straat van Taiwan, Grote Oceaan (Oman, Verenigde Arabische Emiraten, Iran, Pakistan, Sri Lanka, India, Vietnam, Bangladesh, Australië, Filipijnen, Myanmar, Thailand, Indonesië, China, Japan, Nieuw-Guinea, Maleisië) |
| Hydrophis cyanocinctus                      | Daudin, 1803                    |                    | Indische Oceaan Perzische Golf, Zuid-Chinese Zee (Iran, Pakistan, India, Bangladesh, Myanmar, Thailand, Maleisië, Filipijnen, Japan, Sri Lanka, Taiwan, China, Vietnam, Oman, Verenigde Arabische Emiraten, Indonesië, Papoea-Nieuw-Guinea, Korea) |
| Hydrophis czeblukovi                        | Kharin, 1984                    |                    | Australië, Papoea-Nieuw-Guinea |
| Hydrophis donaldi                           | Ukuwela, Sanders & Fry, 2012    |                    | Golf van Carpentaria (Australië) |
| Hydrophis elegans                           | Gray, 1842                      |                    | Australië, Papoea-Nieuw-Guinea, Filipijnen |
| Hydrophis fasciatus                         | Schneider, 1799                 |                    | Indische Oceaan Pakistan, India, Myanmar, Thailand, Maleisië), Vietnam, Arabisch Schiereiland, Indonesië, Australië, Filipijnen, Nieuw-Guinea, China) |
| Hydrophis gracilis                          | Shaw, 1802                      |                    | Indische Oceaan, Zuid-Chinese Zee, Perzische Golf, Golf van Bengalen (Pakistan, India, Sri Lanka, Bangladesh, Myanmar, Thailand, Filipijnen, China, Vietnam, Oman, Verenigde Arabische Emiraten, Iran, Maleisië, Nieuw-Guinea, Australië, Melanesië, Indonesië) |
| Hydrophis hardwickii                        | Gray, 1834                      | Niet geëvalueerd   | Perzische Golf, Indische Oceaan,Straat van Taiwan, Grote Oceaan, Zuid-Chinese Zee (Verenigde Arabische Emiraten, Iran, Sri Lanka, India, Australië, Filipijnen, Myanmar, Thailand, Vietnam, Indonesië, China, Japan, Nieuw-Guinea, mogelijk in Pakistan) |
| Hydrophis hendersoni                        | Boulenger, 1903                 | Niet geëvalueerd   | Myanmar |
| Hydrophis inornatus                         | Gray, 1849                      |                    | Zuid-Chinese Zee, Straat Torres (Filipijnen, China, Sri Lanka, Indonesië, Thailand, Australië) |
| Hydrophis jerdonii                          | Gray, 1849                      | Niet geëvalueerd   | Indische Oceaan, Zuid-Chinese Zee, Golf van Thailand, Golf van Bengalen (Sri Lanka, India, Myanmar, Taiwan, China, Maleisië, Indonesië) |
| Hydrophis kingii                            | Boulenger, 1896                 |                    | Papoea-Nieuw-Guinea, Australië |
| Hydrophis klossi                            | Boulenger, 1912                 |                    | Indische Oceaan, Maleisië, Thailand, Vietnam, Cambodja, Indonesië |
| Hydrophis laboutei                          | Rasmussen & Ineich, 2000        |                    | Nieuw-Caledonië, mogelijk in Australië) |
| Hydrophis lamberti                          | Smith, 1917                     |                    | Filipijnen, Singapore, Vietnam, Thailand |
| Hydrophis lapemoides                        | Gray, 1849                      |                    | Indische Oceaan, Perzische Golf, (Oman, Verenigde Arabische Emiraten, Iran, Pakistan, Sri Lanka, India, Maleisië, Singapore, Thailand) |
| Hydrophis macdowelli                        | Kharin, 1983                    |                    | Australië, Nieuw-Caledonië, Loyaliteitseilanden, Papoea-Nieuw-Guinea |
| Hydrophis major                             | Shaw, 1802                      |                    | Indische Oceaan (Papoea-Nieuw-Guinea, Nieuw-Caledonië, Australië) |
| Hydrophis mamillaris                        | Daudin, 1803                    |                    | Indische Oceaan (Pakistan, India, Sri Lanka, Arabisch Schiereiland) |
| Hydrophis melanocephalus                    | Gray, 1849                      |                    | Zuid-Chinese Zee (China, Vietnam, Japan, Taiwan, Korea, Filipijnen) |
| Hydrophis melanosoma                        | Günther, 1864                   |                    | Zuid-Chinese Zee (Maleisië, Thailand, Indonesië, Nieuw-Guinea, Australië) |
| Hydrophis nigrocinctus                      | Daudin, 1803                    |                    | Indische Oceaan (India, Bangladesh, Sri Lanka, Myanmar, Thailand, Maleisië) |
| Hydrophis obscurus                          | Daudin, 1803                    |                    | Indische Oceaan (Sri Lanka, India, Myanmar, Bangladesh), Thailand) |
| Hydrophis ocellatus                         | Gray, 1849                      |                    | Australië |
| Hydrophis ornatus                           | Gray, 1842                      |                    | Indische Oceaan, Zuid-Chinese Zee, Golf van Thailand, Indische Oceaan, Perzische Golf (Pakistan, Sri Lanka, India, Indonesië, Papoea-Nieuw-Guinea, Maleisië, Vietnam, Myanmar, China, Hongkong, Taiwan, Japan, Oman, Verenigde Arabische Emiraten, Iran, Filipijnen, Australië) |
| Hydrophis pachycercos                       | Fischer, 1855                   |                    | Indische Oceaan, Zuid-Chinese Zee (Vietnam) |
| Hydrophis pacificus                         | Boulenger, 1896                 |                    | Indische Oceaan (Nieuw-Guinea, Bismarck-archipel, Australië) |
| Hydrophis parviceps                         | Smith, 1935                     |                    | Zuid-Chinese Zee (Vietnam) |
| Hydrophis peronii                           | Duméril, 1853                   |                    | Golf van Thailand, Zuid-Chinese Zee, Straat van Taiwan (Vietnam, Thailand, China, Indonesië, Filipijnen, Papoea-Nieuw-Guinea, Nieuw-Caledonië, Australië) |
| Samengedrukte zeeslang (Hydrophis platurus) | Linnaeus, 1766                  |                    | Indische Oceaan, Golf van Thailand, Golf van Bengalen, Japanse Zee, Perzische Golf, Grote Oceaan, Zuid-Chinese Zee, Golf van Californië (India, Andamanen, Nicobaren, Sri Lanka, Japan, Bangladesh, Taiwan, Vietnam, Pakistan, Myanmar, Maldiven, Maleisië, Indonesië, Nieuw-Guinea, Filipijnen, Korea, Vanuatu, Fiji, Micronesië, Palau, Rusland, Madagaskar, Tanzania, Somalië, Namibië, Oman, Verenigde Arabische Emiraten, IranZuid-Afrika, Australië, Nieuw-Zeeland, Salomonseilanden, Nieuw-Caledonië, Nauru, Mexico, Guatemala, Honduras, El Salvador, Nicaragua, Costa Rica, Panama, Colombia, Ecuador, Galapagoseilanden, Peru, Chili). Mogelijk is de soort geïntroduceerd in het Caribisch Gebied. In de Verenigde Staten wordt de soort soms aangetroffen in Californië tijdens het El Niño-seizoen. |
| Hydrophis schistosus                        | Daudin, 1803                    |                    | Perzische Golf, Zuid-Chinese Zee, (Oman, Verenigde Arabische Emiraten, Iran, Pakistan, India, Sri Lanka, Bangladesh, Myanmar, Thailand, Vietnam, Maleisië, Australië, Nieuw-Guinea) |
| Hydrophis semperi                           | Garman, 1881                    |                    | Filipijnen |
| Hydrophis sibauensis                        | Rasmussen, Auliya & Böhme, 2001 |                    | Indonesië |
| Hydrophis spiralis                          | Shaw, 1802                      |                    | Indische Oceaan, Perzische Golf (Oman, Verenigde Arabische Emiraten, Iran, Pakistan, Sri Lanka, India, Indonesië, Maleisië, Filipijnen, China, Papoea-Nieuw-Guinea, Nieuw-Caledonië, Loyaliteitseilanden, Thailand, Vietnam, Myanmar) |
| Hydrophis stokesii                          | Gray, 1846                      |                    | Zuid-Chinese Zee, Straat van Taiwan, Golf van Thailand (India, Sri Lanka, Thailand, Maleisië, Vietnam, Indonesië, Nieuw-Guinea, Australië, Pakistan, Filipijnen, Arabisch Schiereiland) |
| Hydrophis stricticollis                     | Günther, 1864                   |                    | Indische Oceaan (Sri Lanka, India, Myanmar, Bangladesh) |
| Hydrophis torquatus                         | Günther, 1864                   |                    | Indische Oceaan (Maleisië, Indonesië, Thailand, Cambodja) |
| Hydrophis viperinus                         | Schmidt, 1852                   |                    | Indische Oceaan, Golf van Thailand, Golf van Bengalen, Perzische Golf, Straat van Taiwan, Zuid-Chinese Zee (India, Pakistan, Sri Lanka, Vietnam, China, Oman, Verenigde Arabische Emiraten, Iran, Maleisië, Myanmar) |
| Hydrophis vorisi                            | Kharin, 1984                    |                    | Australië, Papoea-Nieuw-Guinea |
| Hydrophis zweifeli                          | Kharin, 1985                    |                    | Papoea-Nieuw-Guinea, Australië |